# Canton de Peyre en Aubrac
Le canton de Peyre en Aubrac, précédemment appelé canton d'Aumont-Aubrac, est une circonscription électorale française située dans le département de la Lozère et la région Occitanie. Il était nommé canton d'Aumont jusqu'en 1937.

## Géographie
Ce canton est organisé autour de Peyre en Aubrac, dans l'arrondissement de Mende. Son altitude varie de 509 m (Saint-Pierre-de-Nogaret) à 1 469 m (Trélans).

## Historique
Le canton est créé en 1793. En 1937, il change de nom comme sa commune chef-lieu. En 2015, le canton comprend 31 communes entières. À la suite des fusions, le 1er janvier 2017, des communes d'Aumont-Aubrac, de La Chaze-de-Peyre, de Fau-de-Peyre, de Javols, de Sainte-Colombe-de-Peyre et de Saint-Sauveur-de-Peyre pour former la commune nouvelle de Peyre en Aubrac et des communes de Malbouzon et Prinsuéjols pour former la commune nouvelle de Prinsuéjols-Malbouzon, il en compte 25. Ces modifications sont prises en compte par le décret du 5 mars 2020 et le canton est renommé. Peyre en Aubrac en est le bureau centralisateur.

## Canton depuis 2015

### Conseillers départementaux
| Période élective | Période élective | Mandat | Mandat   | Identité     | Nuance | Nuance | Qualité |
| ---------------- | ---------------- | ------ | -------- | ------------ | ------ | ------ | --- |
| 2015             | 2021             | 2015   | 2021     | Alain Astruc |        | DVD    | Maire puis maire délégué d'Aumont-Aubrac Maire de Peyre en Aubrac (2017- ) Président de la Communauté de Communes |
| 2015             | 2021             | 2015   | 2021     | Ève Brezet   |        | DVD    | Maire de Recoules-d'Aubrac                                                                                        |
| 2021             | 2028             | 2021   | en cours | Alain Astruc |        | DVD    | Maire de Peyre en Aubrac (2017- ) Président de la Communauté de Communes                                          |
| 2021             | 2028             | 2021   | en cours | Eve Brezet   |        | DVD    | Maire de Recoules-d'Aubrac                                                                                        |

### Résultats détaillés

#### Élections de mars 2015
Lors des élections départementales de 2015, le binôme composé de Alain Astruc et Ève Brezet (DVD) est élu au premier tour avec 73,49 % des suffrages exprimés, devant le binôme composé de Olivier Damien et Aline Pages (FN) (18,80 %). Le taux de participation est de 67,87 % (4 070 votants sur 5 997 inscrits) contre 66,11 % au niveau départemental et 50,17 % au niveau national.

#### Élections de juin 2021
Le premier tour des élections départementales de 2021 est marqué par un très faible taux de participation (33,26 % au niveau national). Dans le canton de Peyre en Aubrac, ce taux de participation est de 49,73 % (2 926 votants sur 5 884 inscrits) contre 48,91 % au niveau départemental. À l'issue de ce premier tour, le binôme constitué de Alain Astruc et Eve Brezet (DVD) est élu avec 81,58 % des suffrages exprimés.

### Composition
Lors du redécoupage de 2014, le canton comprenait 31 communes entières.
À la suite de la création au 1er janvier 2017, des communes nouvelles de Peyre en Aubrac et de Prinsuéjols-Malbouzon, le canton compte désormais 25 communes entières.
| Nom                                     | Code Insee | Intercommunalité                        | Superficie (km2) | Population (dernière pop. légale) | Densité (hab./km2) | Modifier                                    |
| --------------------------------------- | ---------- | --------------------------------------- | ---------------- | --------------------------------- | ------------------ | ------------------------------------------- |
| Peyre en Aubrac (bureau centralisateur) | 48009      | CC des Hautes Terres de l'Aubrac        | 153,30           | 2 304 (2022)                      | 15                 | modifier les données · modifier les données |
| Albaret-le-Comtal                       | 48001      | CC des Hautes Terres de l'Aubrac        | 29,56            | 139 (2022)                        | 4,7                | modifier les données · modifier les données |
| Arzenc-d'Apcher                         | 48007      | CC des Hautes Terres de l'Aubrac        | 7,88             | 51 (2022)                         | 6,5                | modifier les données · modifier les données |
| Les Bessons                             | 48025      | CC des Terres d'Apcher-Margeride-Aubrac | 23,49            | 424 (2022)                        | 18                 | modifier les données · modifier les données |
| Brion                                   | 48031      | CC des Hautes Terres de l'Aubrac        | 22,11            | 86 (2022)                         | 3,9                | modifier les données · modifier les données |
| Le Buisson                              | 48032      | CC du Gévaudan                          | 24,45            | 221 (2022)                        | 9,0                | modifier les données · modifier les données |
| Chauchailles                            | 48044      | CC des Hautes Terres de l'Aubrac        | 17,40            | 80 (2022)                         | 4,6                | modifier les données · modifier les données |
| La Fage-Montivernoux                    | 48058      | CC des Hautes Terres de l'Aubrac        | 37,77            | 133 (2022)                        | 3,5                | modifier les données · modifier les données |
| La Fage-Saint-Julien                    | 48059      | CC des Terres d'Apcher-Margeride-Aubrac | 18,06            | 303 (2022)                        | 17                 | modifier les données · modifier les données |
| Fournels                                | 48064      | CC des Hautes Terres de l'Aubrac        | 15,76            | 369 (2022)                        | 23                 | modifier les données · modifier les données |
| Grandvals                               | 48071      | CC des Hautes Terres de l'Aubrac        | 12,84            | 59 (2022)                         | 4,6                | modifier les données · modifier les données |
| Les Hermaux                             | 48073      | CC Aubrac Lot Causses Tarn              | 17,59            | 103 (2022)                        | 5,9                | modifier les données · modifier les données |
| Marchastel                              | 48091      | CC des Hautes Terres de l'Aubrac        | 34,87            | 45 (2022)                         | 1,3                | modifier les données · modifier les données |
| Les Monts-Verts                         | 48012      | CC des Hautes Terres de l'Aubrac        | 29,13            | 315 (2022)                        | 11                 | modifier les données · modifier les données |
| Nasbinals                               | 48104      | CC des Hautes Terres de l'Aubrac        | 63,34            | 576 (2022)                        | 9,1                | modifier les données · modifier les données |
| Noalhac                                 | 48106      | CC des Hautes Terres de l'Aubrac        | 13,51            | 95 (2022)                         | 7,0                | modifier les données · modifier les données |
| Prinsuéjols-Malbouzon                   | 48087      | CC des Hautes Terres de l'Aubrac        | 57,22            | 250 (2022)                        | 4,4                | modifier les données · modifier les données |
| Recoules-d'Aubrac                       | 48123      | CC des Hautes Terres de l'Aubrac        | 26,55            | 164 (2022)                        | 6,2                | modifier les données · modifier les données |
| Saint-Juéry                             | 48161      | CC des Hautes Terres de l'Aubrac        | 1,65             | 54 (2022)                         | 33                 | modifier les données · modifier les données |
| Saint-Laurent-de-Muret                  | 48165      | CC du Gévaudan                          | 46,04            | 191 (2022)                        | 4,1                | modifier les données · modifier les données |
| Saint-Laurent-de-Veyrès                 | 48167      | CC des Hautes Terres de l'Aubrac        | 9,11             | 34 (2022)                         | 3,7                | modifier les données · modifier les données |
| Saint-Pierre-de-Nogaret                 | 48175      | CC Aubrac Lot Causses Tarn              | 16,44            | 174 (2022)                        | 11                 | modifier les données · modifier les données |
| Les Salces                              | 48187      | CC Aubrac Lot Causses Tarn              | 45,78            | 90 (2022)                         | 2,0                | modifier les données · modifier les données |
| Termes                                  | 48190      | CC des Hautes Terres de l'Aubrac        | 17,65            | 219 (2022)                        | 12                 | modifier les données · modifier les données |
| Trélans                                 | 48192      | CC Aubrac Lot Causses Tarn              | 23,35            | 89 (2022)                         | 3,8                | modifier les données · modifier les données |
| Canton de Peyre en Aubrac               | 4801       |                                         | 764,85           | 6 568 (2022)                      | 8,6                | modifier les données                        |

### Démographie
En 2022, le canton comptait 6 568 habitants, en évolution de −2,57 % par rapport à 2016 (Lozère : +0,11 %, France hors Mayotte : +2,11 %).
| 2013  | 2018  | 2022  |
| ----- | ----- | ----- |
| 6 878 | 6 695 | 6 568 |

## Canton avant 2015
Sources : Annuaires du département de la Lozère. https://gallica.bnf.fr/ark:/12148/cb326955871/date

### Conseillers généraux de 1833 à 2015
| Période | Période      | Identité                                    | Étiquette        | Qualité |
| ------- | ------------ | ------------------------------------------- | ---------------- | --- |
| 1833    | 1848         | Antoine Hippolyte Vaissier                  |                  | Juge de paix à Aumont-Aubrac |
| 1848    | 1852         | Jean-Baptiste Portal                        |                  | Notaire, maire d'Aumont-Aubrac |
| 1852    | 1870         | Antoine Raymond Bout de Marnhac             |                  | Juge de paix, propriétaire, maire de Saint-Sauveur-de-Peyre |
| 1870    | 1871         | Paul Marie Antoine du Cayla de Montblanc    |                  | Maire d'Aumont-Aubrac |
| 1871    | 1886         | Jean-Baptiste Portal                        | Droite           | Notaire - Maire de Javols (1878-1892), ancien conseiller d'arrondissement |
| 1886    | 1900 (décès) | Jean-Louis Léopold Bottou                   | Droite           | Notaire à Aumont-Aubrac |
| 1900    | 1910         | Sylvestre Favier                            | Républicain      | Propriétaire à Chapchiniès Maire de Saint-Sauveur-de-Peyre |
| 1910    | 1936 (décès) | Louis Falcon de Longevialle                 | Conservateur URD | Avocat - Propriétaire à Aumont |
| 1936    | 1940         | Léon-Gabriel Bottou (1878-1945)             | URD              | Conseiller municipal d'Aumont-Aubrac |
|         |              |                                             |                  | |
| 1942    | 1943 (décès) | Louis d'Alteroche (1899-1943)               | PSF              | Industriel à Saint-Chély-d'Apcher Membre de la Commission administrative de la Lozère (1941-1942) Conseiller d'arrondissement, adjoint au maire d'Aumont-Aubrac Nommé conseiller départemental en 1942 |
|         |              |                                             |                  | |
| 1945    | 1955         | Georges Chassonery                          | DVD              | Notaire à Aumont-Aubrac |
| 1955    | 1973         | Jacques d'Alteroche (fils de L.d'Alteroche) | DVD              | Maire de Javols (1989-1995) |
| 1973    | 1998         | Léon Dalle                                  | DVD              | Inspecteur général de l’administration de l’Éducation nationale Maire de Sainte-Colombe-de-Peyre |
| 1998    | 2015         | Alain Astruc                                | UMP              | Agent d'assurances Maire d'Aumont-Aubrac Président de la Communauté de Communes de la Terre de Peyre Vice-Président du Conseil Général de la Lozère                                                    |

### Conseillers d'arrondissement (de 1833 à 1940)
Le canton d'Aumont-Aubrac appartenait à l'arrondissement de Marvejols jusqu'à sa disparition en 1926.
| Période                                  | Période | Identité                                                        | Étiquette       | Qualité |
| ---------------------------------------- | ------- | --------------------------------------------------------------- | --------------- | --- |
| 1833                                     | 1842    | Jean Antoine Hermet (1787-1848)                                 |                 | Maire de Fau-de-Peyre (1821 et 1827-1848)                                                                   |
| 1842                                     | 1845    | M. Maury                                                        |                 | Propriétaire à Arzenc                                                                                       |
| 1845                                     | 1848    | Jean-Baptiste Portal (1816-1892)                                |                 | Notaire à Aumont, propriétaire à Javols                                                                     |
| 1848                                     | 1870    | Camille-Henri-Joseph-Philémon Blanquet de Combettes (1815-1881) |                 | Médecin, adjoint au maire de Javols                                                                         |
| 1870                                     | 1901    | Régis Reversat                                                  |                 | Maire d'Aumont-Aubrac                                                                                       |
| 1901                                     | 1913    | Émile Reversat                                                  |                 | Propriétaire à Aumont-Aubrac                                                                                |
| 1913                                     | 1919    | Pierre Allanche                                                 |                 | Docteur-médecin à Aumont-Aubrac                                                                             |
| 1919                                     | 1937    | Joseph Augustin d'Alteroche (1873-1942)                         | Union nationale | Notaire, propriétaire à Aumont-Aubrac                                                                       |
| 1937                                     | 1940    | Louis d'Alteroche (1899-1943, fils du précédent)                | PSF             | Industriel à Saint-Chély-d'Apcher                                                                           |
| 1940                                     |         |                                                                 |                 | Les conseils d'arrondissement ont été suspendus par la loi du 12 octobre 1940 et n'ont jamais été réactivés |
| Les données manquantes sont à compléter. |         |                                                                 |                 | |

### Composition
| Nom                       | Code Insee | Codepostal | Superficie (km2) | Population (dernière pop. légale) | Densité (hab./km2) |
| ------------------------- | ---------- | ---------- | ---------------- | --------------------------------- | ------------------ |
| Aumont-Aubrac (chef-lieu) | 48009      | 48130      | 26,53            | 1 097 (2012)                      | 41                 |
| La Chaze-de-Peyre         | 48047      | 48130      | 19,33            | 298 (2012)                        | 15                 |
| Fau-de-Peyre              | 48060      | 48130      | 26,72            | 194 (2012)                        | 7,3                |
| Javols                    | 48076      | 48130      | 31,21            | 324 (2012)                        | 10                 |
| Sainte-Colombe-de-Peyre   | 48142      | 48130      | 21,90            | 197 (2012)                        | 9                  |
| Saint-Sauveur-de-Peyre    | 48183      | 48130      | 27,61            | 282 (2012)                        | 10                 |

### Démographie
| 1962  | 1968  | 1975  | 1982  | 1990  | 1999  | 2006  | 2011  | 2014  |
| ----- | ----- | ----- | ----- | ----- | ----- | ----- | ----- | ----- |
| 3 042 | 2 628 | 2 489 | 2 246 | 2 098 | 2 147 | 2 319 | 2 385 | 2 386 |